# Zbrodnia w Trójczycach
Zbrodnia w Trójczycach – zbrodnia dokonana w kwietniu 1945 roku na ukraińskiej ludności wsi Trójczyce przez oddział Ludowej Straży Bezpieczeństwa pod dowództwem Romana Kisiela Sępa.
Zamordowano wtedy co najmniej 28 mieszkańców wsi.

## Literatura
- Jan Pisuliński, Konflikt polsko-ukraiński w powiecie przemyskim zimą i wiosną 1945 roku i udział w nim grupy Romana Kisiela Sępa, Pamięć i Sprawiedliwość nr 2 (2005)